# Норны Локи

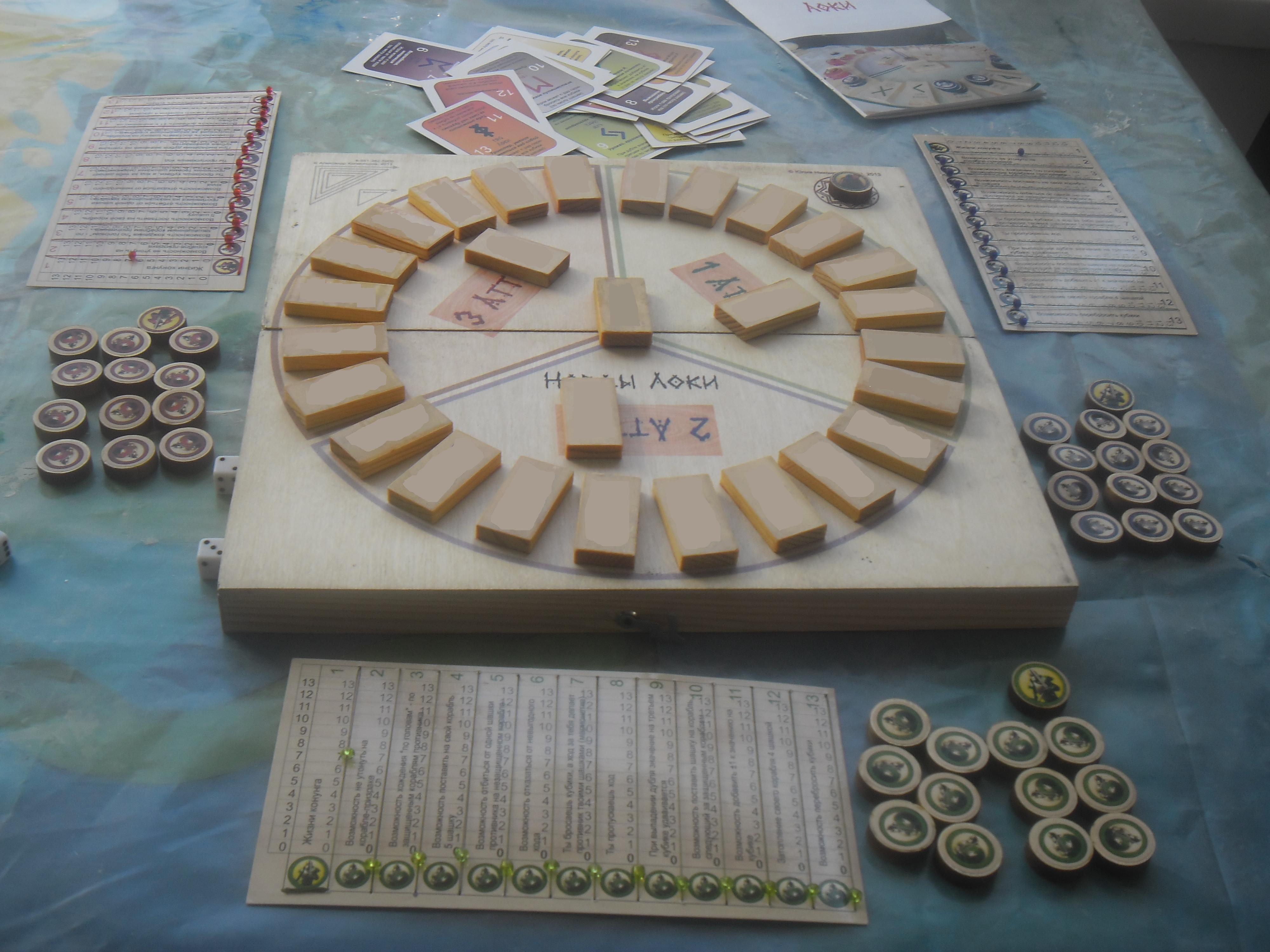
Норны Локи. Скрытое положение рун на начало игры

Но́рны Ло́ки (др.-сканд. Loki, также Loki Laufeyjar sonr, нем. Loge) — настольная игра для двух или трёх игроков (желательно женщин) на специальном игровом поле, разделённом на три равные сектора-Атта с нанесением изображений рун Старшего Футарка и дополнительных рун богинь-норн и бога Локи: Первый Атт — руна Урд (Прошлое или Судьба), Второй Атт — руна Верданди (Настоящее или Становление), Третий Атт — руна Скульд (Будущее или Долг), Центр игрового поля — руна Локи. Сектора-Атты представляют собой сектора времени. Изменять ход времени — последовательность прохождения войском секторов времени (Прошлое — Настоящее — Будущее) доступно только богиням-норнам. В этом состоит основное отличие игры Норны Локи от игры Норды Локи, на основе которой она была воссоздана в январе 2016 года. Цель игры — бросая кости и передвигая своё войско по кораблям-рунам в соответствии с выпавшими очками, зайти конунгом и воинами в Свой сектор времени, перейти в Продолжающий сектор времени, потом в Завершающий сектор времени, пройдя тем самым всем войском полный круг по игровому полю, после чего разместить войско в Своём секторе времени раньше, чем это сделают соперники. Известно, что рунами гадали, использовали их в магии и играли, но как именно играли, не известно. Данная настольная игра-предсказание представляет собой реконструкцию того как настоящие ведьмы, впуская в себя богинь-норн могли играть с помощью рун. С её помощью богини-норны плетут нити судьбы. Как игра, воссозданная на основе игры Норды Локи, имеет те же дополнения:
- игра с зеркальными рунами;
- игра по магическим правилам;
- вариант игры «перевёртыши»;
- азартный вариант игры;
- игра с записью и последующим анализом партии (игра-предсказание);
- все возможные комбинации перечисленных дополнений.

и вместе с ней они составляют класс настольных игр-предсказаний Норвежские (Скандинавские) нарды.

## История воссоздания
В январе 2016 года автор игры, Александр Колмогоров, заинтересовался возможностью воссоздания норнического культа на основе своей настольной игры-предсказания Норды Локи, но столкнулся с тем, что используемый ранее принцип описания правил игры избыточен для при описании всех вариантов игры. Правила игры были опробованы в варианте Магические правила с зеркальными рунами и шашками-перевёртышами. Но было решено сделать параллельное описание правил игр Норды Локи и Норны Локи, объединив их вместе в класс игр Скандинавские нарды — настольные игры-предсказания на руническом круге с использованием рун Старшего Футарка или иных магических символов.

## Основной инвентарь
- Игровое поле с нанесением круга, разделённого на три равных сектора. В каждом секторе изображены и подписаны руны Старшего Футарка и дополнительные руны по центру каждого сектора и центру Игрового поля;
- Дощечки с изображением тех же рун, 28 штук;
- Комплект шашек с изображением воинов и конунгов трёх цветов (12 воинов и конунг зелёного, синего и красного цвета), а также шашка с изображением мага, всего 40 штук;
- Три игровых кубика Д6;
- Брошюра с описанием базовых правил игры.

## Дополнительный инвентарь
- Для игры по магическим правилам [M]:
  - Бонусные таблицы для каждого из игроков с 13-ю указателями каждая, 3 штуки;
  - Справочная таблица «Начертание руны, её название и соответствие номеру бонуса», 1 штука;
  - Карты с изображением рун, 28 штук (на настоящий момент выведены из обращения);
- Для игры с зеркальными рунами [Z]:
  - Дощечки с изображением зеркальных рун, 12 штук;
- Для варианта игры «перевёртыши» [R]:
  - Комплект шашек-перевёртышей с изображением воинов и конунгов (3 конунга зелёного, синего и красного цветов, по 4 воина каждого из цветов, по 8 воинов-перевёртышей красно-синего, красно-зелёного и сине-зелёного вида), а также шашка с изображением мага, всего 40 штук;
- Для азартного варианта игры [A]:
  - Кубик-множитель Д6 с числами на гранях 1 — 2 — 4 — 8 — 16 — 32;
  - Три пакета с монетами достоинством в 10 и 50 копеек по 20 рублей в каждом;
- Для игры с последующим анализом партии [L]:
  - Ручка и блокнот для записи партии по числу игроков или зрителей;
- Для игры исключительно по базовым правилам [B]:
  - Три кубика Д8 для счёта жизней конунгов или иные счётные принадлежности;
- Брошюра с описанием дополнительных правил игры с учётом комплектации. На настоящий момент игра Норны Локи существует в комплектации [MZR]: Магические правила игры с зеркальными рунами и шашками перевёртышами с полным описанием правил.

## Терминология
Руна — символ образной письменности, имеющий своё оригинальное начертание, название, сакральное значение, используемое в магии и гадании. Руна может иметь развёрнутое на 180° положение и зеркальное начертание, отличное от развёрнутого положения. Каждое начертание, отличное от оригинального начертания, имеет своё сакральное значение.
Игровое поле — круг, разделённый на три части по 8 ячеек в каждой с изображением рун в оригинальном начертании. Эти 24 ячейки используются для хода соперников. Части имеют название 1 Атт — Прошлое, 2 Атт — Настоящее, 3 Атт — Будущее. По центру каждой части находится ячейка с изображением этих рун, а в центре игрового поля — центре Мироздания — изображение руны Локи. Игровая доска, доска могут встречаться как синонимы игрового поля.
Сектор времени — часть игрового поля из 8 ячеек для хода и центральной ячейки этой части. Зелёный цвет — Прошлое, Урд, Судьба; синий цвет — Настоящее, Верданди, Становление; красный цвет — Будущее, Скульд, Долг.
Корабль — дощечка с изображением руны или её зеркального начертания. На начало игры должен быть размещён в своей ячейке. Направление корабля от центра игрового поля. В тексте правил корабль и руна могут употребляться как синонимы.
Корабль-призрак — корабль, развёрнутый к центру игрового поля. В тексте правил корабль-призрак и руна, развёрнутая на 180°, могут употребляться как синонимы.
Конунг — шашка, с изображением воина с мечом без щита, на начало игры у него 7 жизней.
Воин — шашка, с изображением воина с мечом и щитом.
Маг — шашка с изображением человека в плаще с капюшоном, вступает в игру вместо конунга при определённых условиях.
Войско конунга — сам конунг и его воины.
Магия игры — использование сакральных значений рун в качестве бонусов для войска конунга, приведённых в бонусной таблице. Сами сакральные значения рун приведены в приложении. Для игры используется справочная таблица «Начертание руны, её название и соответствие номеру бонуса»:
— Бонусная таблица — 3 таблицы, с 13-ю указателями каждая по цветам каждого войска, первая строчка таблицы — жизни конунга — используется при игре по основным правилам, остальные — только при игре по магическим правилам;
— Справочная таблица «Начертание руны, её название и соответствие номеру бонуса» для игры по магическим правилам.

## Основные правила игры
Переработанные правила выкладываются на странице Скандинавские нарды, вместе с правилами игры Норды Локи, после чего будут опубликованы здесь.